# Simone Terenzani
Simone Terenzani (ur. 23 czerwca 1978 w Udine) – włoski żużlowiec.

## Życiorys
Czterokrotny medalista indywidualnych mistrzostw Włoch (srebrny – 2002, 2004, 2006; brązowy – 2005), sześciokrotny medalista drużynowych mistrzostw Włoch (złoty – 1999; srebrny – 2002, 2004, 2006; brązowy – 2003, 2005) oraz trzykrotny medalista młodzieżowych mistrzostw Włoch (złoty – 1999; srebrny – 1997; brązowy – 1998). Oprócz tego, srebrny medalista indywidualnych mistrzostw Nowej Zelandii (Wellington 2004).
Wielokrotny reprezentant kraju na arenie międzynarodowej, m.in. finalista mistrzostw Europy par (Gdańsk 2005 – VI miejsce) oraz uczestnik eliminacji indywidualnych i drużynowych mistrzostw świata, jak również indywidualnych mistrzostw Europy.
W lidze brytyjskiej reprezentant klubu Hull Vikings (2005).